# ピアノソナタ第7番 (モーツァルト)
ピアノソナタ第7番 ハ長調 K. 309 (284b) は、ヴォルフガング・アマデウス・モーツァルトが作曲したピアノソナタ。

## 概要
1777年の10月から11月頃に作曲され、同時期に第9(8)番ニ長調 K. 311(284c)も書かれている。母アンナとともにマンハイムやパリを訪れていた時期の作品で、このソナタはマンハイムの音楽家クリスティアン・カンナビヒの娘ローザのために作曲したものである。1781年にパリで第9(8)番、第8(9)番イ短調 K. 310(300d)とともに「作品4」として出版された。

## 構成
全3楽章、演奏時間は約18分。
- 第1楽章 アレグロ・コン・スピーリト
ハ長調、4分の4拍子、ソナタ形式。
お使いのブラウザーでは、音声再生がサポートされていません。音声ファイルをダウンロードをお試しください。
- 第2楽章 アンダンテ・ウン・ポコ・アダージョ
ヘ長調、4分の3拍子、三部形式。
お使いのブラウザーでは、音声再生がサポートされていません。音声ファイルをダウンロードをお試しください。
- 第3楽章 ロンドー：アレグレット・グラツィオーソ
ハ長調、4分の2拍子、ロンド形式。
お使いのブラウザーでは、音声再生がサポートされていません。音声ファイルをダウンロードをお試しください。